# Schaurek Rafael
Schaurek Rafael (Pécs, 1882. október 1. – Pécs, 1960. október 3.) magyar jogász, egyetemi tanár.

## Életpályája
Schaurek Félix és Ocskay Antónia fiaként született. 1900-ban érettségizett a pécsi ciszterci főgimnáziumban. A Kolozsvári Magyar Királyi Ferenc József Tudományegyetemen 1905-ben államtudományi, 1909-ben jogtudományi diplomát kapott. 1906-tól a Baranya vármegye közigazgatás szolgálatába állt. 1908-tól vármegyei tiszteletbeli aljegyző volt. 1911-től a pécsi jogakadémia nyilvános rendkívüli tanára volt. 1918-ban a pozsonyi Erzsébet Tudományegyetem a magyar magánjog magántanárává képesítette. 1918-tól a pécsi jogakadadémia nyilvános rendes tanára volt. 1922-től a pozsonyi Erzsébet Tudományegyetemen a magyar és osztrák magánjog egyetemi nyilvános rendes tanára volt. 1928–1929 között, valamint 1939–1940-ben a jog- és államtudományi kar dékánja, 1929–1930-ban prodékánja volt.
Leginkább házassági vagyonjogi és örökösödési jogi kérdésekkel foglalkozott. Pécs város társadalmi és kulturális életében is szerepet játszott.
1943. január 18-án, Pécsett házasságot kötött Nendtvich Ilonával.

## Művei
- A hitbér. Magánjogi tanulmányok (Pécs, 1917)
- Az akarat értékelése a magánjogi kodifikációban (Pécs, 1930)
- Az ismeretlen örökös (Budapest, 1939)
- A gyermek magánjogi védelme (Pécs, 1943)